# 양성부
양성부(중국어 정체자: 梁成富, 병음: Liang Chengfu, ? - 1865년)는 태평천국의 지도자 중 한 명으로 계왕에 봉해졌다.

## 생애
광서성 울림 출신. 1860년에 ‘칙천의’(則天義)에 봉해졌다가 이듬해 계왕(啓王)에 봉해졌다. 1862년 2월 남성춘, 진득재, 뇌문광과 함께 서북 원정을 명령받았다. 안휘성 여주에서 회하를 건너 하남성을 거쳐 섬서성에 들어갔다. 5월에 서안을 공격해 유용이 이끄는 상군을 상대로 승리를 거뒀다. 1864년 9월, 감숙성 계주(현재 우두구)를 공략하고 지주(知州) 심봉재를 쓰러뜨렸다. 사천총독 낙병장, 섬서 상과군총병 초경고, 감숙 안찰사 임지망이 삼면에서 계주를 포위했지만, 고군분투 분전하며 9개월을 버텼다. 1865년 6월 6일에 계주는 함락당하고, 6월 26일 청두에서 참수당했다.